# Аринай
Аринай — пресноводная лагуна на побережье Берингова моря. Находится на территории Анадырского района Чукотского автономного округа.

## Гидроним
Названа по близлежащей горе Арэнай, что в переводе с чукот. означает «гора с глыбами, похожими на торосы».

## Гидрография
Лагуна образовалась на гористом побережье с изрезанной береговой линией при затоплении троговых долин и тектонических депрессий во время послеледниковой трансгрессии и отшнурована впоследствии от моря пересыпью. Является вытянутым в северо-западном направлении озером длиной 8,5 км, шириной 1,5 км и максимальной глубиной 27 м. Отделена от морской акватории узкой галечной косой. Водоём соединён протокой Связная с соседней лагуной Эмээм, по которой осуществляется постоянный сток вод из Ариная. Особенностью этого явления является то, что Аринай практически не подпитывается ручьями.
Лагуна замерзает в конце октября, полностью очищается ото льда в конце июня — начале июля. Средняя температура воды летом составляет 10 °C, при этом температура на поверхности и на максимальной глубине одинакова, что говорит об отсутствии термоклина и высокой конвекционной деятельности.

## Ихтиофауна
В водах лагуны обитают: горбуша, нерка, голец, ряпушка, звездчатая камбала, также в небольших количествах мальма, кета, чавыча, азиатская корюшка.

## Антропогенное воздействие
В лагуне Аринай планируется строительство глубоководного порта для транспортировки угля с близлежащего Амаамского месторождения каменного угля, что по прогнозам учёных приведёт к полному уничтожению экосистемы водоёма.